# ویدئو به‌درخواست

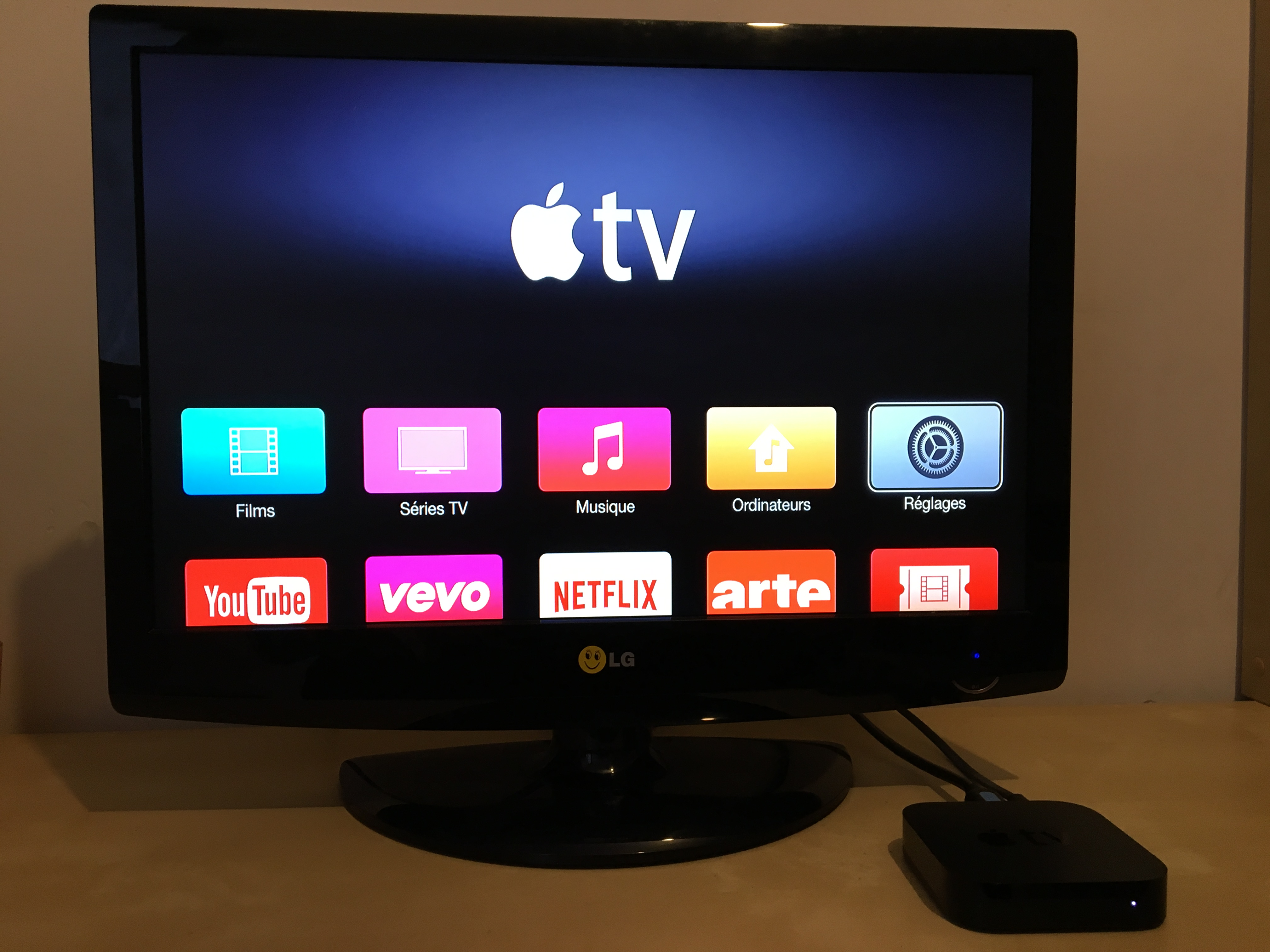
دستگاه پخش قدیمی اپل برای مانیتور

ویدئو به‌درخواست (VOD وی او دی Video on demand) سیستم‌هایی هستند که به کاربران اجازه می‌دهند محتواهای صوتی یا تصویری را هر زمان که خودشان خواستند گوش/تماشا کنند. در این سیستم کاربران مجبور نیستند برنامه‌ها را در زمان پخش سراسری تماشا کنند. فناوری IPTV اغلب به همین منظور و برای اینکه VOD را به تلویزیون‌ها و کامپیوترهای شخصی بیاورد مورد استفاده قرار می‌گیرد.
سیستم‌های VOD تلویزیونی می‌توانند محتویات را از طریق یک دستگاه گیرنده دیجیتال تلویزیون (به انگلیسی: STB: Set-Top Box)، یک کامپیوتر یا دستگاه‌های دیگر، استریم (stream) کرده و به کاربر این اجازه را می‌دهد تا به صورت آنی محتویات را تماشا کند یا آن‌ها را روی کامپیوتر، دستگاه‌های ضبط دیجیتال ویدئو (که دستگاه شخصی ضبط ویدئو نیز نامیده می‌شوند) یا پخش‌کننده‌های قابل‌حمل دانلود کند تا هر زمان که تمایل داشت، آن را تماشا کند. اغلب ارائه‌دهندگان تلویزیون کابلی یا مخابراتی، استریم VOD را به کاربران عرضه می‌کنند که هم شامل محتویات رایگان و هم محتویات pay-per-view (پرداخت به ازای تماشا) می‌باشد. در این سرویس کاربر یک فیلم یا برنامه تلویزیونی را انتخاب و خریداری می‌کند و برنامهٔ مورد نظر همان لحظه روی تلویزیون کاربر پخش می‌شود. حتی کاربر می‌تواند آن را روی یک دستگاه ضبط ویدئو ذخیره، یا روی کامپیوتر شخصی‌اش دانلود کرده و در زمان دلخواه تماشا کند، اما به شرط رعایت حق نشر (کپی رایت) و عدم انتشار آن.
تلویزیون اینترنتی که از اینترنت استفاده می‌کند یکی از انواع VOD است که علاقه‌مندان زیادی پیدا کرده‌است. همچنین می‌توان از طریق اپلیکیشن‌های دسکتاپ مانند آی‌تونز به VOD دسترسی پیدا کرد.
برخی از شرکت‌های هواپیمایی نیز VOD را به عنوان سرگرمی حین پرواز به مسافران خود ارائه می‌دهند. این سرویس از طریق صفحه نمایش‌های شخصی تعبیه شده در پشت یا دسته صندلی‌ها یا دستگاه‌های پخش قابل‌حمل ارائه می‌شوند. برخی از سرویس‌های VOD مانند نت‌فلیکس از یک مدل آبونمان استفاده می‌کنند که بر اساس آن کاربران با پرداخت ماهانه حق اشتراک می‌توانند به یک بسته از محتویات این سرویس دسترسی داشته باشند. دیگر سرویس‌ها هم از یک مدل مبتنی بر تبلیغات استفاده می‌کنند که در آن دسترسی به محتوا برای کاربران رایگان است و درآمد اصلی این پلتفرم‌ها به فروش تبلیغات متکی است.

## توسعه اولیه
توسعهٔ VOD نیازمند مذاکرات جامعی به منظور به دست آوردن مدلی تجاری است که هم در خدمت تولیدکنندگان محتوا و ارائه‌دهندگان خدمات تلویزیونی باشد و هم محتوای جذابی را برای تماشاگران و مخاطبان ارائه دهد. فاکتورهای اصلی در شناسایی اعتبار اقتصادی مدل VOD شامل نرخ خرید فیلم‌های VOD، هالیوود و همچنین درآمدهای اپراتور تلویزیونی می‌باشد.
ارائه‌دهندگان خدمات کابلی تلویزیونی، VOD را به عنوان بخشی از بسته‌های آبونمان دیجیتال ارائه کردند که تا سال ۲۰۰۵ به مشترکان خدمات کابلی اجازه می‌دادند تا تنها به نسخه‌های هنگام درخواست (on-demand) دسترسی داشته باشند، نسخه‌هایی از محتوا که پیش‌تر در آبونمان‌های خطی (linear distribution) ارائه می‌شدند. در این بسته‌ها برنامه‌های «فیلم جایزه» و «مازاد» به جای تمام اپیزودهای برنامه‌های تلویزیونی، قرار می‌گرفتند.

## کاربری
دانلود کردن و استریم کردن ویدئو در سیستم‌های هنگام درخواست، تمام امکانات دستگاه‌های پخش قابل حمل و پخش‌کننده‌های DVD را در اختیار کاربران قرار می‌دهد. برخی از سیستم‌های VOD که برنامه‌ها را روی هارد دیسک ذخیره کرده و از روی آن پخش می‌کنند، از یک حائل (buffer) حافظه استفاده می‌کنند تا به کاربر این امکان را بدهند ویدئوها را به سرعت جلو یا عقب کند.
حتی این امکان وجود دارد که سرورهای ویدئو را روی شبکه‌های محلی (LAN) قرار داد. در این حالت سرعت سرور بسیار افزایش می‌یابد. سرورهای استریم ویدئو را می‌توان از طریق WAN در اختیار جامعهٔ بزرگتری قرار داد، که در این حالت سرعت سرور کمتر خواهد شد. سرویس‌های دانلود VOD در منازلی که به مودم‌های کابلی یا اتصالات DSL مجهز شده باشند، کارایی بالایی دارند. سرورهای سرویس‌های سنتی VOD کابلی و مخابراتی معمولاً در یک مرکز کنترل مشخص قرار می‌گیرند تا به بخش خاصی از بازار، و همچنین مراکز کابلی در بازارهای بزرگتر خدمت‌رسانی کنند. در دنیای مخابرات، این سرورها یا در دفاتر مرکزی قرار دارند یا در مکان جدیدالتأسیسی به نام دفتر مرکزی ویدئو (VHO).

## تاریخچه
از سپتامبر ۱۹۹۴ یک سرویس VOD به بخش اصلی نسخه آزمایشی تلویزیون تعاملی دیجیتال کمبریج انگلستان، تبدیل شد. این سرویس که ویدئوها و داده‌ها را به ۲۵۰ خانه و تعدادی از مدارس ارائه می‌کرد، به شبکهٔ کابلی کمبریج (بعدها به عنوان بخشی از NTL، و اکنون بخشی از ویرجین مدیا می‌باشد) متصل بود. ویدئوهای MPEG-1 از طریق یک شبکهٔ ATM از یک سرور رسانه‌ای ICL به ستاپ باکس‌های تولید شده توسط آکورن آنلاین مدیا، استریم می‌شدند. این نسخهٔ آزمایشی ابتدا با سرعت ۲ مگابیت بر ثانیه شروع به کار کرد که بعدها تا ۲۵ مگابیت بر ثانیه هم افزایش یافت. محتوای این سامانه توسط بی‌بی‌سی و تلویزیون Anglia تهیه می‌شد. اگرچه این پروژه از لحاظ فنی یک موفقیت محسوب می‌شد ولی مشکلات تولید محتوا باعث شد تا پروژه در سال ۱۹۹۶ متوقف شود.
در سال ۱۹۹۸، شرکت ارتباطات کینگستون، اولین شرکت بریتانیایی لقب گرفت که یک سرویس VOD کاملاً تجاری را راه‌اندازی کرد. این سرویس برای نخستین بار، پخش تلویزیونی و دسترسی به اینترنت را از طریق تنها یک «ست تاپ باکس» و با استفاده از انتقال IP روی ADSL ادغام می‌کرد. تا سال ۲۰۰۱ تلویزیون تعاملی کینگستون توانست ۱۵۰۰۰ مشترک پیدا کند. در سال ۱۹۹۹ نیز هوم چویس پس از چندی آزمایش، به این حوزه پیوسته بود اما این سرویس تنها به شهر لندن محدود شده بود. این شرکت بعد از جذب ۴۰۰۰۰ مشتری در سال ۲۰۰۶ توسط شرکت Tiscali خریداری شد. Tiscali نیز در سال ۲۰۰۹ توسط شرکت تاک تاک خریداری شد. شرکت‌های تلویزیونی کابلی Telewest و NTL (اکنون ویرجین مدیا) در سال ۲۰۰۵ و به منظور رقابت با تلویزیون‌های سنتی اما غیر رایگان BSkyB سرویس VOD خود را در بریتانیا راه‌اندازی کردند. شرکت BSkyB نیز سرویسی روی رایانه به نام Sky by broadband که بعدها به Sky Anytime تغییر یافت، راه اندازی کرد. این سرویس در ۲ ژانویه ۲۰۰۶ راه‌اندازی شد. Sky Anytime در رایانه‌های شخصی از یک رویکرد همتا به همتا استفاده می‌کند، در این رویکرد براساس تکنولوژی Kontiki، ظرفیت بسیار بالایی برای دانلودهای چند مرحله‌ای محتوای ویدئویی، فراهم می‌شود. . یعنی به جای اینکه همهٔ ویدئوها از سرورهای اسکای دانلود شوند، محتوا از کاربران سیستم که پیشتر آن محتوا را بارگیری کرده‌اند، بارگیری می‌شود. بعدها در سال ۲۰۰۷ بی‌بی‌سی (با iPlayer) و Channel 4 (با 4oD) از این فناوری استفاده کرده و وارد بازار شدند. از دیگر شرکت‌هایی که پا به این عرصه، یعنی فناوری همتا به همتا به صورت قانونی، گذاشتند می‌توان به VEOH و آنلاین مووی باکس اشاره کرد. در سال ۲۰۰۸ شرکت‌های بی‌بی‌سی، آی‌تی‌وی و Channel 4 تصمیم گرفتند تا یک پلتفرم مشترک به نام کانگارو راه‌اندازی کنند که به دلیل مسائل قانونی به شکست منجر شد. در همان سال دارایی‌های این پروژهٔ شکست‌خورده توسط شرکت Arqiva خریداری شد. آن‌ها از این فناوری‌های پشت کانگارو استفاده کردند تا سرویسی به نام SeeSaw را در فوریه ۲۰۱۰ راه‌اندازی کنند. ولی این سرویس نیز به دلیل کمبود منابع مالی شکست خورد.
سرویس‌های VOD هم‌اکنون در سرتاسر ایالات متحده در دسترس هستند و بیشترین نرخ استفاده جهانی از VOD نیز، در این کشور به ثبت رسیده‌است. در سال ۲۰۱۰ هشتاد درصد کاربران اینترنت در آمریکا ویدئوی آنلاین تماشا کرده بودند و چهل و دو درصد کاربران موبایل که ویدئو دانلود کرده بودند، اپلیکیشن‌ها را به مرورگرهای عادی، ترجیح داده بودند. سیستم‌های استریم VOD روی محیط‌های رومیزی و تلفن همراه، و به واسطهٔ ارائه‌دهندگان خدمات کابلی (به همراه تکنولوژی مودم کابلی)، در دسترس می‌باشند. این ارائه‌دهنده‌ها به واسطهٔ پهنای باند بالای سیستم‌های کابلی می‌توانند فیلم‌ها و برنامه‌های تلویزیونی را در اختیار کاربران قرار دهند به طوری که بتوانند برنامه‌ها را به سبب نهفتگی کم و ماهیت دسترسی تصادفی فناوری کابلی، متوقف کنند یا به سرعت جلو یا عقب ببرند. توزیع وسیع یک سیگنال واحد، استریم VOD را برای بیشتر سامانه‌های تلویزیون ماهواره‌ای غیرممکن ساخته‌است. شرکت‌های اکو استار/دیش نتورک و Direc TV برنامه‌های ویدئو هنگام درخواست را به صاحبان PVRها و مشترکان سرویس‌های تلویزیون ماهواره‌ای خود ارائه می‌دهند. زمانی که برنامه روی PVR کاربر دانلود شد، وی می‌تواند آن را به راحتی متوقف، جلو یا عقب بکند. همچنین سامانه‌های VOD که به ذخیره‌سازی پرداخته و یک رابطه کاربری را برای محتوای دانلود شده از اینترنت ارائه می‌دهند، به‌طور گسترده در بسیاری از هتل‌های گران‌قیمت، ارائه می‌شود.
بر اساس گزارش شورای نظارت صوتی تصویری اروپا، ۱۴۲ سرویس پولی VOD تا سال ۲۰۰۶ در اروپا مشغول فعالیت بودند. این عدد تا سال ۲۰۰۹ به ۶۵۰ سرویس افزایش یافت.
در نمایشگاه الکترونیک مصرفی در ژانویه سال ۲۰۱۰ که در لاس وگاس برگزار شد، فیل وایزر، رئیس شرکت Sezmi و بونو پاتی از اعضای این شرکت، ستاپ باکسی را معرفی کردند که یک ترابایت حافظه داشت. این ستاپ باکس می‌توانست برای سرویس‌های VOD مورد استفاده قرار گیرد که پیشتر توسط تلویزیون‌های کابلی یا پهنای باند ارئه می‌شدند. با استفاده از این سرویس برای مثال می‌توانست با استفاده از یک سیگنال پخش فیلم خاصی را منتقل کرده و دیگر نیازی به ارسال متعدد سیگنال‌ها از طریق کابل یا خطوط فیبرهای نوری نبود. شرکت Sezmi برای اجاره طیف پخشی به منظور راه‌اندازی یک سرویس آبونمان برنامه‌ریزی کرد که به عقیدهٔ رئیس انجمن ملی پخش کنندگان، گوردون اچ اسمیت، کیفیت تصویر عالی را نسبت به سرویس‌های کابلی و ماهواره‌ای با هزینه‌ای کمتر ارائه می‌داد.

## نقش فناوریاشتراک فایل همتا به همتا
اگرچه VOD به‌طور کلی به سازوکارهای تحویل داده مطابق با قوانین قابل اطلاق اشاره می‌کند، انگیزهٔ اولیهٔ توسعهٔ خدمات VOD را می‌توان در شبکه‌های همتا به همتا و توسعهٔ نرم‌افزارهای اشتراک‌گذاری فایل، یافت. این نوآوری‌ها ثابت کردند که از لحاظ فنی تقریباً هر فیلمی که تا کنون ساخته شده را می‌توان به مشتریان رساند به طوری که هزینه‌های سرسام‌آور جریان رسانه متمرکز را به ارائه دهنده اصلی تحمیل نکند.
بسیاری از سرویس‌های قانونی مانند اسپاتیفای از توزیع همتا به همتا استفاده می‌کنند تا به نحو بهتری پلتفرم خود را گسترش دهند. نت‌فلیکس نیز به منظور رفع مشکلات ناشی از خنثی بودن اینترنت (net neutrality) از سوی ارائه دهندگان پایین‌دست، از فناوری همتا به همتا استفاده می‌کند.
تورنت یک جایگزین محبوب برای استریم قانونی است که ۶ درصد ترافیک جهانی اینترنت را در برنامه‌های کاربردی اشتراک فایل، به خود اختصاص داده‌است.

## انواع VOD

### ویدئو به‌درخواست تراکنشی
ویدئو هنگام درخواست تراکنشی (TVOD) یک روش توزیع است که در آن هر مشتری برای هر قسمت از محتوای VOD که دریافت می‌کند، هزینه می‌پردازد.
TVOD دو زیرمجموعه دارد: فروش مستقیم الکترونیکی (EST)، که در آن مشتریان وقتی محتوای خاصی را از اینترنت خریداری کردند تا زمان نامحدودی به آن دسترسی خواهند داشت. نوع دیگر دانلود کرایه‌ای (DTR) نام دارد که در آن مشتریان برای زمان محدودی به محتوا دسترسی دارند. از نمونه‌های سرویس TVOD می‌توان آی‌تونز و گوگل پلی را نام برد.

### تماشای جامانده‌ها
امروزه شبکه‌های تلویزیونی زیادی به ارائه گزینه تماشای جامانده‌ها یا تماشای جبرانی ((Catch up TV) روی آورده‌اند. در این سرویس کاربر می‌تواند برنامه‌های تلویزیونی را بعد از پخش اصلی و تا مدت زمان خاصی تماشا کند.

### مدل‌های آبونمان
آبونمان سرویس‌های VOD یا SVOD از یک مدل کسب و کاری آبونمان استفاده می‌کنند که در آن مشترکان به صورت ماهانه مبلغی را پرداخت می‌کنند تا به صورت نامحدود به برنامه‌ها دسترسی داشته باشند. این سرویس‌ها شامل نت‌فلیکس، Hulu Plus، آمازون ویدئو، رئال ویژن و HBO Go می‌باشد.

### ویدئوبینی نزدیک به‌درخواست
ویدئوبینی نزدیک به‌درخواست یا Near Video In Demand) NVOD) یک تکنیک ویدئویی pay-per-view (پرداخت به ازای تماشا) است که توسط پخش کننده‌های بزرگ چند کاناله سرگرمی با مکانیزم‌های توزیع پهنای باند بالا مانند ماهواره‌ها و شبکه‌های تلویزیونی کابلی ارائه می‌شود. در این سیستم کپی‌های متعددی از یک برنامه در فواصل زمانی کوتاهی (معمولاً ۱۰ تا ۲۰ دقیقه) پخش می‌شوند و مناسب بینندگانی هستند که نمی‌توانند در زمان‌های برنامه‌ریزی شده اصلی، برنامه‌های تلویزیونی را تماشا کنند. این روش بسیار به پهنای باند وابسته می‌باشد و تنها اپراتورهای بزرگ که با وفور ظرفیت و پهنای باند مواجه هستند، از عهدهٔ این مکانیسم برمی‌آیند. قبل از اوج‌گیری VOD یک شرکت pay-per-view (پرداخت به ازای تماشا) به نام In Demand این نیاز را هدف قرار داد و در سال ۲۰۰۲، چهل کانال را راه‌اندازی کرد تا تجربهٔ NVOD را ارائه دهد. اما تا سال ۲۰۱۴ تنها چهار کانال باقی ماندند. در استرالیا شرکت Foxtel تجربهٔ NVOD را برای فیلم‌هایی که به تازگی روی پرده می‌روند، ارائه می‌دهد.

### Push VOD
Push Video On Demand یک تکنیک است که توسط برخی از شبکه‌ها روی سیستم‌هایی استفاده می‌شود که با فقدان اتصالات برای ارائه ویدئو به‌درخواست، مواجه هستند. این تکنیک همچنین توسط شبکه‌هایی که می‌خواهند زیرساخت‌های استریم خود را از طریق پیش بارگذاری (pre loading) محتواهای محبوب روی دستگاه کاربران بهینه‌سازی کنند، مورد استفاده قرار می‌گیرد. یک سیستم Push VOD از یک دستگاه شخصی ضبط کنندهٔ ویدئو PVR استفاده می‌کند تا گلچینی از محتواها را ذخیره‌سازی کند. در این روش معمولاً محتوا در خلال شب یا در تمام طول روز با پهنای باند پایین، به فضای ذخیره منتقل می‌شود. از این رو کاربران می‌توانند در زمان دلخواه و بلافاصله بدون هیچ معطلی، محتواهای ذخیره‌شده را تماشا کنند. Push VOD به کاربر و محتواهایی که ضبط می‌کند بستگی دارد، بنابراین انتخاب‌ها ممکن است محدود باشند.
از آنجایی که محتواها، فضا را روی درایو PVR اشغال می‌کنند، محتواهای دانلود شده بعد از یک هفته حذف می‌شوند تا راه برای برنامه‌های جدید باز شود. فضای محدود روی PVR به این معناست که برنامه‌های انتخاب شده معمولاً به محبوب‌ترین برنامه‌ها محدود می‌شود. نسخهٔ جدیدی از Push VOD اخیراً وارد بازار شده که با استفاده از مکانیزم‌های کارآمد حذف خطاها می‌تواند پهنای باند زیادی را آزاد کرده و از این رو می‌تواند علاوه بر ویدئو، محتواهای دیگری نظیر مجلات و اپلیکیشن‌های تعاملی را ارائه دهد.

## صنعت ویدئو‌ ‎به‌‌درخواست در ایران
سامانه های ویدیو به‌‌درخواست در ایران، با هدف ارائه محتوای دیجیتالی قانونی و با کیفیت، در سال های اخیر توسعه یافته اند. آغاز فعالیت اولین ویدئو‌ به‌‌درخواست در ایران به اواخر سال ۱۳۹۲ بر می‎‌گردد که در آن نماوا توسط شاتل راه‌اندازی شد هر چند اوج فعالیت ویدئوبه‌درخواست‌ها را باید از زمان همه‌گیری بیماری کرونا دانست.

### اهمیت و چشم انداز آینده
رشد مصرف محتوای آنلاین و استقال کاربران ایرانی از خدمات رسمی، انگیزه ای برای توسعه بیشتر این سامانه ها ایجاد کرده است. VODهای داخلی نه تنها دسترسی قانونی و امن را فراهم میکنند، بلکه به تولیدات فرهنگی و هنری ایران در قالب محتوای دیجیتال نیز کمک کرده اند.

پلتفرم های فعال در ایران عبارتند از:
- نماوا[۲۵]
- فیلیمو[۲۶]
- فیلم‌نت[۲۷]
- تماشاخونه[۲۸]
- لنز[۲۹]
- نما فیلم[۳۰]
- گپ فیلم[۳۱]
- شیدا[۳۲]